# Juzgados de Familia de Chile

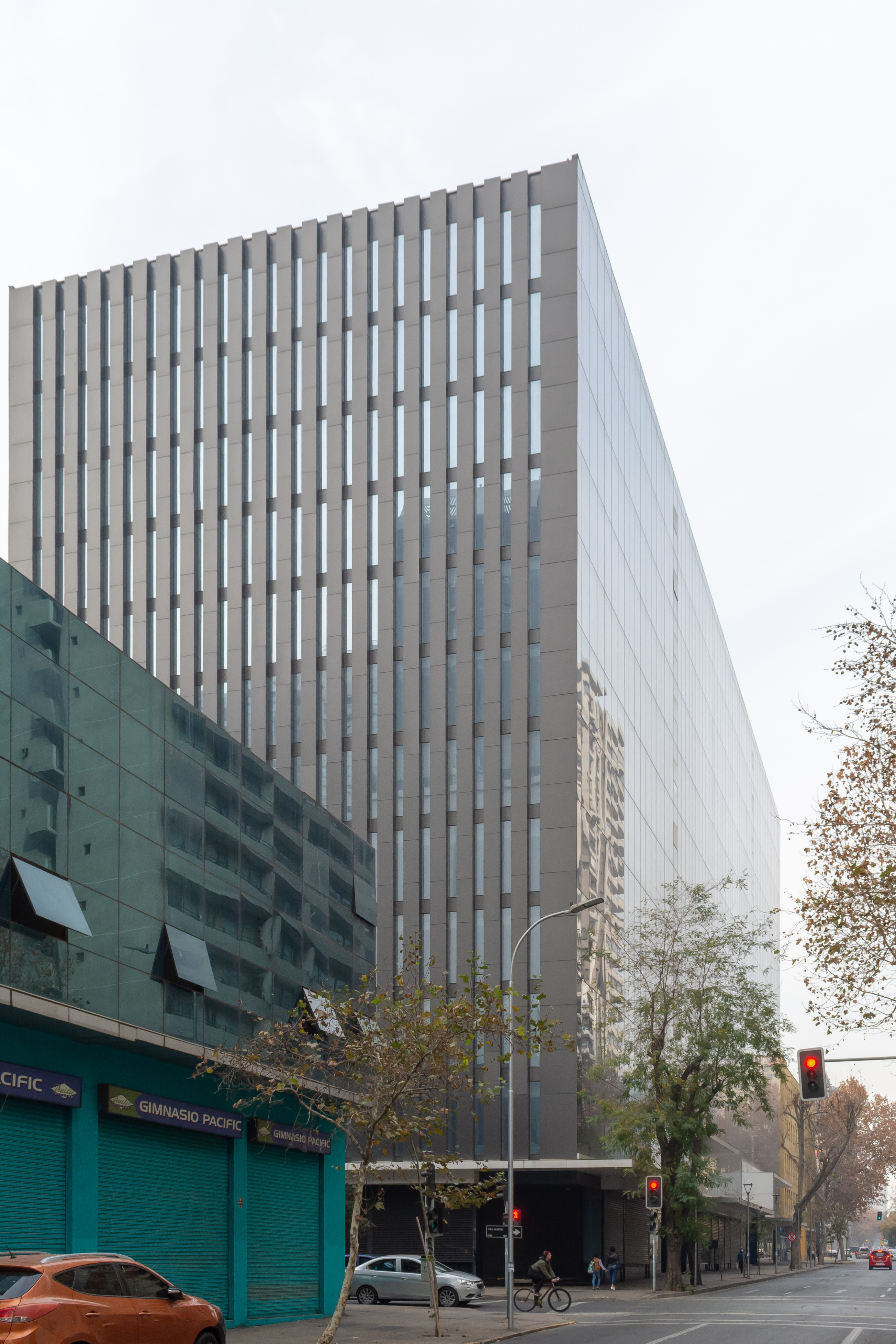
Juzgados de Familia de Santiago.

Los Juzgados de Familia (también llamados Tribunales de Familia) son aquellos órganos jurisdiccionales del sistema chileno, pluripersonales por regla general en cuanto a su composición, pero unipersonales en funcionamiento, y cuya competencia especial se enfoca en asuntos propios del Derecho de Familia. Fueron creados por la ley 19.968 de Tribunales de Familia (en adelante LTF) y empezaron a funcionar el 1 de octubre de 2005. Al igual que los juzgados de letras comunes y/o civiles, ocupan el lugar más bajo en la estructura jerárquica del Poder Judicial. 
El territorio jurisdiccional de cada uno de estos juzgados es una comuna o agrupación de comunas. En aquellas comunas donde no exista un juzgado de familia conocen los jueces de letras en lo civil, pero con el procedimiento establecido en la LTF.

## Antecedentes
Los asuntos de familia normalmente caían en conocimiento de los juzgados de letras al no haber una norma especial que los tratara. Sin embargo, el aumento de las causas especialmente en materias propias de la niñez y adolescencia hizo necesario crear un sistema judicial que fuera más ágil y rápido para resolver estas materias. Así, surgieron los Juzgados de Letras de Menores (o simplemente Juzgados de Menores) en las principales ciudades del país. Sin embargo, materias relativas al matrimonio, régimen patrimonial o violencia intrafamiliar quedaban todavía en manos de los jueces civiles.
Debido a las críticas al sistema procesal civil chileno y también al sistema de los juzgados de menores, y mientras se ideaba la Reforma Procesal Civil, se planteó una justicia especializada que tratara todas las materias del derecho familiar mediante un proceso oral y concentrado, con libertad de pruebas. Así, se dictó la ley 19.968 que instauró estos tribunales y a su vez determinó la supresión paulatina de los juzgados de menores.
No obstante, la puesta en marcha de estos tribunales trajo una serie de problemas debido, entre otras cosas, a la no necesidad de patrocinio y poder de letrados (abogado o procurador) y a la falta de métodos de resolución alternativa de controversias. Por ello, se dictó la ley 20.286, que en su art. 1 estableció varias reformas a la LTF tendientes a desincentivar el uso excesivo de estos tribunales y a procurar una mejor tramitación.

## Estructura y características
Los juzgados de familia están integrados por un número variable de jueces, los que sin embargo funcionan de modo unipersonal en cada sala del juzgado. 
Asimismo, cuentan con un Administrador y varios funcionarios. También cuentan con el Consejo Técnico, un órgano consultivo y de ayuda profesional integrado por varias personas de profesiones ligadas a temas de familia.

## Competencia
Se describe en el art. 8 de la LTF. Son básicamente las materias propias del Derecho de Familia, a saber:
- Matrimonio
  - Régimen patrimonial (sociedad conyugal, separación de bienes)
  - Separación conyugal
  - Nulidad matrimonial, Divorcio y Compensación económica.
  - Autorizaciones a la mujer casada en sociedad conyugal
  - Disensos para contraer matrimonio del menor de edad
- Filiación
  - Acciones de filiación (reclamación, impugnación, desconocimiento o nulidad)
  - Adopción
  - Autorización de enajenación o grabación de bienes de menores
  - Salida del país del menor de edad cuando hay oposición
  - Protección de menores
  - Alimentos
- Otros
  - Violencia intrafamiliar
  - Derecho sucesorio

## Procedimiento
La LTF regula tres clases de procedimientos, uno general (Título III) y otros cuatro especiales (Título IV). Asimismo, otras leyes regulan procedimientos aplicables por el juez de familia.

### Principios generales
Arts. 9 y ss. LTF. Básicamente se destacan los siguientes:
1. Oralidad: el proceso se desarrolla en audiencias orales, donde el juez y las partes se hallan cara a cara (art. 10). Por excepción, las demandas y contestaciones y algunas actuaciones se deben realizar por escrito (art. 54 LTF).
2. Concentración: las audiencias deben celebrarse continuamente y con actuaciones inmediatas una después de otra. Se puede reprogramar una audiencia hasta dos veces, fijando su fecha de celebración lo más pronto posible (art. 11).
3. Inmediación: el juez debe estar presente en la audiencia, siendo nula cualquier delegación de funciones (art. 12).
4. Actuación de oficio: promovido el proceso y en cualquier estado el juez deberá adoptar aún sin petición de parte todas las medidas necesarias para llevarlo a término con la mayor celeridad, especialmente en casos de protección de menores y violencia intrafamiliar. También, dar curso progresivo al procedimiento, salvando los errores formales y omisiones susceptibles de ser subsanados (art. 13).
5. Colaboración de las partes: el juez debe promover alternativas orientadas a mitigar la confrontación entre las partes, privilegiando las soluciones colaborativas antes que la sentencia (art. 14).
6. Publicidad como regla general: Las actuaciones judiciales y administrativas del tribunal son públicas, salvo cuando la ley quiera proteger la privacidad sobre todo de menores (ej. filiación).
7. Interés superior del menor: se busca la protección preferencial de los derechos de niños y adolescentes, y procurar en cuanto sea posible que los menores puedan ser escuchados.
8. Libertad probatoria: los hechos podrán ser probados por cualquier medio producido en conformidad a la ley, por lo que las partes pueden ofrecer todos los medios de prueba de que dispongan, pudiendo solicitar al juez que ordene, además, la generación de otros de que tengan conocimiento y que no dependan de ellas (art. 28 y 29). El juez, de oficio, podrá asimismo ordenar que se acompañen todos aquellos medios de prueba de que tome conocimiento o que, a su juicio, resulte necesario producir.

Hasta 2008, la comparecencia en estos tribunales era por regla general sin la necesidad de patrocinio de abogado y poder de habilitado en derecho. Sin embargo, la ley 20.286 estableció como obligatorio el contar con la participación de estos profesionales (art. 18 LTF).

### Procedimiento general
Arts. 55 y ss. LTF. Se desarrolla generalmente mediante dos tipos de audiencia oral:
1. La Audiencia Preparatoria. En esta fase se procede a la ratificación de la demanda y contestación, y en su caso, a ratificar la demanda reconvencional y realizar la contestación a ésta. Tras esto, el juez puede o no instar a una conciliación y obrar como mediador, sin que su opinión pueda inhabilitarlo para resolver si no hay acuerdo. Asimismo, si se da pie a continuar el juicio, se debe fijar el objeto del juicio y hechos a probar, y las partes podrán proponer las pruebas que estimen necesarias, pudiendo el juez controlar la admisibilidad de estas. Tras esto, se debe fijar fecha y hora para la Audiencia de Juicio, a menos que por acuerdo de las partes se decida realizar la actividad probatoria y dictación de sentencia en la misma audiencia.
2. La Audiencia de Juicio. En esta ocasión, se procede a incorporar la prueba ofrecida por las partes, y a veces la que el tribunal pueda decretar de oficio cuando la ley lo permite. Luego, con o sin observaciones que las partes harán verbalmente sobre la prueba rendida, el tribunal podrá dictar sentencia definitiva o, en su caso, dictar veredicto y postergar la dictación de la sentencia hasta cinco días después.

### Procedimientos especiales
En lo no regulado especialmente, rige supletoriamente el procedimiento general de la LTF.
1. Protección de menores: Arts. 68 a 80 LTF. El procedimiento debe iniciarse de oficio cuando exista denuncia de vulneración de derechos de un menor de edad. El juez puede dictar providencias incluso antes de llamar a audiencia, la cual debe celebrarse en el plazo de cinco días desde el inicio del proceso. Tiene también audiencias preparatoria y de juicio. Asimismo, puede llamarse a audiencias para analizar y decidir la suspensión, cambio o cancelación de las medidas impuestas.
2. Violencia intrafamiliar: Arts. 81 a 101 LTF y ley 20.066.
3. Actos judiciales no contenciosos: Art. 102 LTF. Se trata de aquellos actos en que no hay contienda y requieren declaración judicial. En lo que no contradiga a la ley especial se aplica el título respectivo del Libro IV del CPC. Como señala este artículo, la solicitud debe pedirse por escrito y se debe llamar a una audiencia para que los solicitantes acompañen sus antecedentes.
4. Infracciones a la Ley de Responsabilidad Penal Adolescente: Arts. 102-A a 102-N, introducidos por la ley 20.084. Sólo en el caso de faltas cometidas por jóvenes entre 14 y 17 años, y los actos de los menores de 14 años (para el solo efecto del art. 234 del Código Civil). Consta de una sola audiencia de acusación, prueba y sentencia.
5. Adopción: Se regula en la Ley 19.620. Son dos procesos: uno de susceptibilidad, en que se comprueba que los padres del menor no existen o no son aptos para su crianza, y otro de adopción propiamente tal, en que el adoptante debe demostrar que es apto para criar al adoptado.
6. Alimentos: cuando se halle la causa en estado de cumplimiento, la liquidación y aplicación de apremios no requiere de audiencias, bastando la resolución escrita del juez (art. 11 y ss. ley 14.908).

### Mediación
Se regula en el Título V de la LTF.
A partir de 2008 se estableció como obligatoria la mediación previa a la interposición de demanda en las causas de alimentos, cuidado personal y régimen comunicacional. Asimismo, está prohibida en causas de estado civil, interdicción, maltrato de menores y adopción (art. 106 LTF).
Como principios básicos de la mediación se señalan, en el art. 105 LTF:
1. Igualdad entre las partes: el mediador debe velar por que ambas partes estén en igualdad de armas para negociar y llegar a un acuerdo.
2. Voluntariedad (salvo en las materias señaladas como obligatorias): nadie puede ser obligado a ir a una mediación, ni a continuarla, abandonarla o terminarla.
3. Confidencialidad: para el mediador, deber de no revelar el contenido de las sesiones, salvo cuando advierta la existencia de algún delito (en que debe denunciarlo a quien corresponda); para las partes, no usar en el juicio posterior la información dada en la mediación.
4. Imparcialidad del mediador: el mediador debe obrar de manera que no dé lugar a favorecer a una parte sobre otra, no proponer soluciones prestablecidas y fomentar el reemplazo de la confrontación por la colaboración.
5. Interés superior del niño: el mediador puede incluso citar a un menor a participar si considera que es indispensable su presencia para solucionar el conflicto, dependiendo de la naturaleza del mismo y del grado de madurez del menor.
6. Opiniones de terceros: el mediador puede considerar la participación de otras personas, siempre que éstas no signifiquen una presión para las partes.